# Donnegy Fer
Donnegy Seraino Fer (Paramaribo, Surinam, 9 de enero de 1998) es un futbolista surinamés que juega como delantero en el Inter Moengotapoe del SVB Eerste Divisie de Surinam. Es internacional con la selección de fútbol de Surinam. Es el hermano menor de Roxey Fer.

## Selección nacional
Su debut en la selección nacional juvenil fue en 2012 para el Campeonato Sub-17 de la Concacaf de 2013 en Panamá, anotando su primer gol internacional para Surinam contra Guyana con una victoria por 3-1 en la fase de clasificación.
El 13 de octubre de 2018, Fer hizo su debut en la categoría absoluta y anotó su primer gol en la categoría absoluta contra las Islas Vírgenes Británicas con una victoria por 5-0.

### Goles internacionales
Las puntuaciones y los resultados enumeran el recuento de goles de Surinam en primer lugar. 
| N.º | Fecha                   | Sede                                                    | Adversario                | Gol  | Resultado | Competencia                                           |
| --- | ----------------------- | ------------------------------------------------------- | ------------------------- | ---- | --------- | ----------------------------------------------------- |
| 1.  | 13 de octubre de 2018   | André Kamperveen Stadion, Paramaribo, Surinam           | Islas Vírgenes Británicas | 3 –0 | 5–0       | Clasificación de la Liga de Naciones CONCACAF 2019-20 |
| 2.  | 17 de noviembre de 2018 | Complejo deportivo de Montego Bay, Montego Bay, Jamaica | Jamaica                   | 1 –2 | 1–2       | Clasificación de la Liga de Naciones CONCACAF 2019-20 |
| 3.  | 8 de septiembre de 2019 | Estadio André Kamperveen, Paramaribo, Surinam           | Nicaragua                 | 3 –0 | 6–0       | 2019-20 CONCACAF Liga de Naciones B                   |

## Logros

### Club
Portmore United
- Ganadores RSPL 2018-2019